# 요소 관리 시스템
요소 관리 시스템(element management system, EMS)은 통신 관리망(TMN) 모델의 네트워크 요소 관리 계층(NEL)에서 망 요소(NE)를 관리하기 위한 시스템과 애플리케이션으로 구성된다.
ITU-T의 권고에 따라 요소 관리 시스템의 주요 기능은 5가지 주요 영역으로 분류된다 - 실패(fault), 구성(configuration), 회계(accounting), 성능(performance), 보안(FCAPS). FCAPS 기능의 각 부분은 TMN 모델에 들어맞는다. 노스바운드(northbound) EMS는 디플로피먼트 시나리오에 따라 네트워크 관리 시스템 및 서비스 관리 시스템과 통신한다. 사우스바운드(southbound) EMS는 장치와 통신한다.
요소 관리 시스템은 하나 이상의 특정한 유형의 통신 네트워크 요소를 관리한다. 일반적으로, EMS는 각 NE 안의 기능을 관리하지만 네트워크 내의 각기 다른 NE들 간 트래픽은 관리하지 않는다.